# شهرک اسکان عشایر (شوشتر)
شهرک اسکان عشایر (شوشتر)، روستایی از توابع بخش مرکزی شهرستان شوشتر در استان خوزستان ایران است.

## جمعیت
این روستا در دهستان سردارآباد قرار دارد و براساس سرشماری مرکز آمار ایران در سال ۱۳۸۵، جمعیت آن ۱٬۸۸۱ نفر (۳۲۴خانوار) بوده‌است.